# Русан Сергій Олександрович
Сергій Олександрович Русан (нар. 1 квітня 1991, м Київ) — український футболіст, воротар ФК «Тернопіль».

## Клубна кар'єра
Виступав за дитячо-юнацькі — «Атлет» (Київ), «Шахтар» (Донецьк); дублери — «Іллічівець» (Маріуполь), «Арсенал» (Київ); професійні — «Шахтар-3» (Донецьк), «Нива» (Вінниця), «Єдність» (Плиски), «Кримтеплиця» (Молодіжне), «Арсенал-Київщина» (Біла Церква). Нині — форотар ФК «Тернопіль».